# ام. برایان بلیک
ام. برایان بلیک (به انگلیسی: M. Brian Blake) دانشمند رایانه / مهندس نرم‌افزار آمریکایی و هشتمین رئیس دانشگاه ایالتی جورجیا است. او قبلاً معاون اجرایی رئیس‌جمهور در امور دانشگاهی و استاد دانشگاه جورج واشنگتن، معاون اجرایی امور آکادمیک و استاد نینا هندرسون در دانشگاه درکسل . رئیس دانشکده تحصیلات تکمیلی و معاون امور علمی دانشگاه میامی، دانشیار پژوهش و استاد دانشکده مهندسی دانشگاه نوتردام؛ و رئیس گروه و استاد علوم رایانه در دانشگاه جورج‌تاون بود.
بلیک در سال ۲۰۰۳ توسط ارتباطات شغلی به عنوان امیدوارترین دانشمند معرفی شد و به عنوان ۱۰ محقق برتر نوظهور در موضوعات متنوع در آموزش عالی شناخته شد. تحقیقات او بیش از ۱۲ میلیون دلار بودجه دریافت کرده است و او نویسنده بیش از ۲۲۵ نشریه علمی است. او دانشمند برجسته انجمن ماشین‌های حسابگر و عضو مؤسسه مهندسان برق و الکترونیک است. بلیک همچنین یک مدافع قوی برای افزایش تنوع در مطالعه علوم رایانه و سایر رشته‌های علم، فناوری، مهندسی، و ریاضیات بوده است.

## اوایل زندگی
ام. برایان بلیک در ساوانا، جورجیا به دنیا آمد و بزرگ شد و در سال ۱۹۸۹ از مدرسه نظامی بندیکتین و در سال ۱۹۹۴  از مؤسسه فناوری جورجیا فارغ‌التحصیل شد. او شش سال به عنوان معمار نرم‌افزار، رهبر فنی و توسعه دهنده متخصص با جنرال الکتریک، لاکهید مارتین، جنرال داینامیکس و شرکت میتر کار کرد. بلیک در حالی که در لاکهید مارتین کار می‌کرد، مدرک کارشناسی ارشد خود را در رشته مهندسی برق از دانشگاه مرسر و مدرک دکتری خود را از دانشگاه جرج میسون دریافت کرد.

## حرفه
در سال ۱۹۹۹، بلیک استادیار گروه علوم رایانه دانشگاه جورج‌تاون شد. او در سال ۲۰۰۵ به عنوان دانشیار ارتقا یافت و به جوانترین استاد علوم رایانه آفریقایی-آمریکایی در کشور تبدیل شد. بلیک در سال ۲۰۰۷ به عنوان رئیس بخش علوم رایانه انتخاب شد. او همچنین مدیر مطالعات تحصیلات تکمیلی بود که این بخش اولین برنامه تحصیلات تکمیلی خود را راه‌اندازی کرد و یک گروه تحقیقاتی در سیستم‌های مبتنی بر وب را اداره کرد که بیش از ۶ میلیون دلار را در تحقیقات حمایت شده برعهده داشت.
بلیک در سال ۲۰۰۹ به عنوان استاد علوم و مهندسی رایانه و دانشیار دانشکده مهندسی برای تحقیقات و تحصیلات تکمیلی به دانشگاه نوتردام پیوست. نقش او شامل توسعه اساتید، جذب دانشجو و استراتژی‌های متنوع، و همکاری با شرکای شرکتی و بنیادی بود.
در ژوئیه ۲۰۱۲، بلیک به عنوان معاون آموزشی برای امور علمی و رئیس دانشکده تحصیلات تکمیلی در دانشگاه میامی منصوب شد. او مسئول تحقیقات در پردیس کورال گیبلز دانشگاه بود و با روسای مدارس و کالج‌های میامی و سنای دانشکده در تلاش برای تنوع بخشیدن به اعضای هیئت علمی دانشگاه کار کرد. او به عنوان رئیس دانشکده تحصیلات تکمیلی بر برنامه‌های فارغ‌التحصیلی نظارت داشت که به بیش از ۵۲۰۰ دانشجو در ۱۱ مدرسه و کالج خدمت می‌کرد.
بلیک در ۱ اوت ۲۰۱۵ به عنوان رئیس و معاون اجرایی در امور آکادمیک در دانشگاه درکسل انتخاب شد. او به عنوان مدیر ارشد آکادمیک درکسل با مسئولیت تمام وظایف دانشگاهی خدمت کرد، و دفتر پروست بر هر برنامه دانشگاهی نظارت می‌کند و از دفاتر دانشگاهی و اداری پشتیبانی می‌کند. تحت نظارت آکادمیک بلیک، درکسل بزرگترین، با استعدادترین کلاس دانشجوی سال اول، بالاترین میزان حفظ دانشگاه، بالاترین فعالیت پژوهشی کلی در تاریخ را داشت، فعالیت تحقیقاتی بسیار بالا  و همچنین افزایش قابل توجهی در ثبت نام دانشجویان کارشناسی ارشد حرفه‌ای. در طول چهار سال اول منجر به اولین طبقه‌بندی کارنگی دانشگاه به عنوان دانشگاه دکتری R1 شد. او بر استخدام ۱۰ رئیس و بیش از ۷۵ هیئت علمی نظارت داشت و در عین حال تنوع دفاتر اداری را به میزان قابل توجهی افزایش داد. رهبری بلیک در برنامه‌ریزی فضای دانشگاهی منجر به ایجاد امکانات جدیدی برای کالج محاسبات و انفورماتیک و دانشکده آموزش شد.